# Becque d'Hardelot
Pour les articles homonymes, voir Becque.
La Becque d'Hardelot est un ruisseau de la Côte d'Opale et un petit fleuve français du département Pas-de-Calais, en région Hauts-de-France se jetant dans la Manche.

## Géographie
Le fleuve, de 4,82 km de longueur, prend sa source près du château d'Hardelot, sur le territoire communal de Condette, à 25 mètres d'altitude poursuit sa course sur la limite communale entre le hameau d'Écault (commune de Saint-Étienne-au-Mont) et la station balnéaire d'Hardelot-Plage (commune de Neufchâtel-Hardelot) avant de se jeter dans la Manche, à 0 mètre d'altitude.

### Communes et cantons traversés
Dans le seul département du Pas-de-Calais, le ruisseau de la Becque traverse les trois communes suivantes, de l'amont vers l'aval, de Condette (source) Neufchâtel-Hardelot, Saint-Étienne-au-Mont (embouchure).
Soit en termes de cantons, le ruisseau de la Becque prend source dans le canton d'Outreau, dans l'arrondissement de Boulogne-sur-Mer, dans l'intercommunalité Communauté d'agglomération du Boulonnais.

### Bassin versant
Le ruisseau de la Becque traverse une seule zone hydrographique « cours d'eau se jetant en mer du Cap d'Alprech à l'Embouchure de la Canche » (E539). Ses cours d'eau voisins sont la Warenne au nord, la Liane et la Cachaine au nord-est, la Liane à l'est, le Huitrepin et la Dordogne au sud-est, la Canche au sud, la Manche au sud-ouest, à l'ouest et au nord-ouest.

## Affluents
Le ruisseau de la Becque a un seul tronçon affluent (rg) 0,3 km, nommé du même nom Becque, sur la seule commune de Condette.

### Rang de Strahler
Donc le rang de Strahler de la Becque d'Hardelot est de deux.

## Hydrologie
Son débit moyen est de l'ordre de 0,11 m3/s (1987). Le débit instantané maxi connu est de 0,837 m3/s. Le débit moyen journalier le plus faible est de 0,041 m3/s.
Son régime hydrologique est dit pluvial océanique.

## Galerie

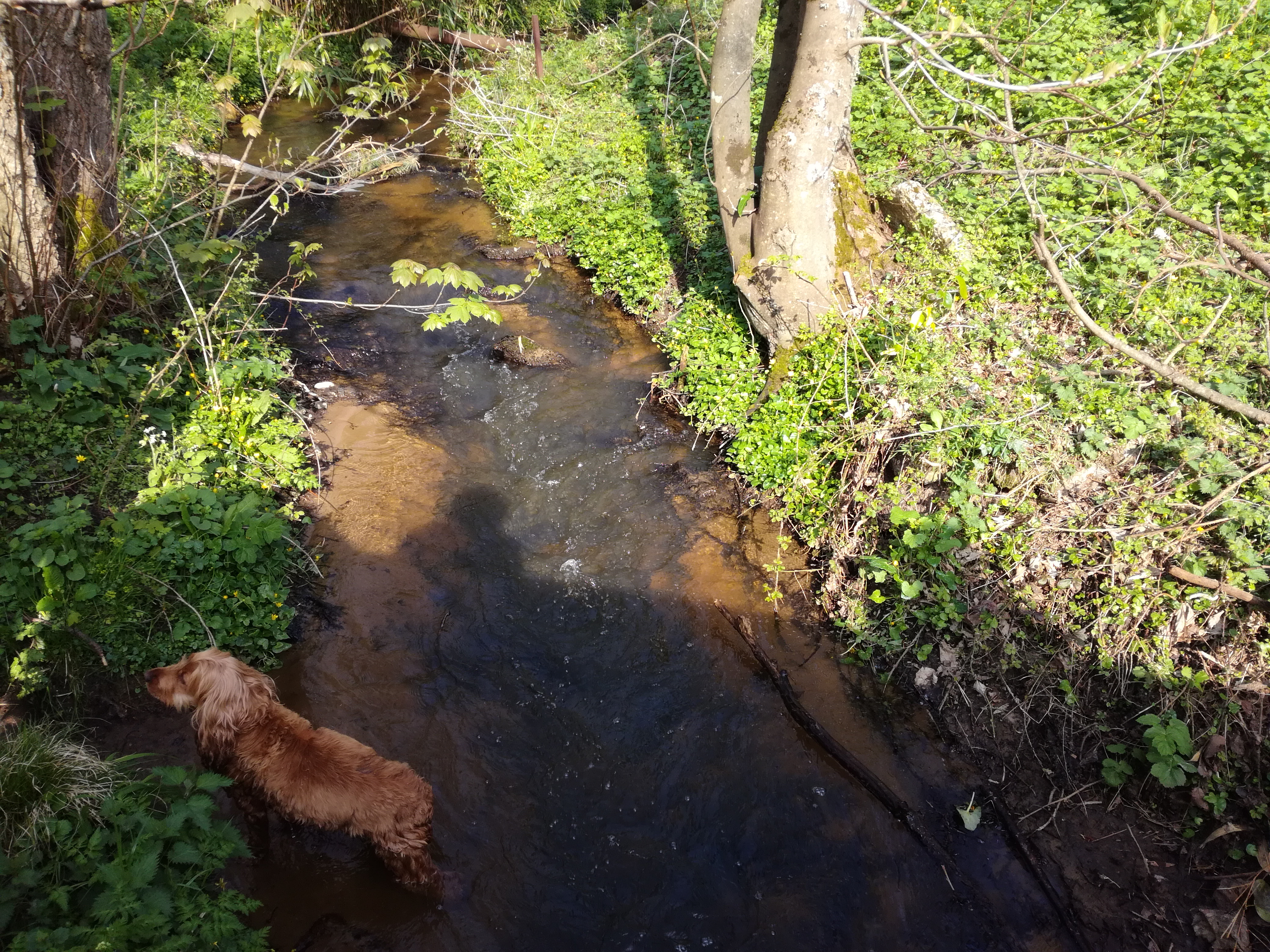
Becque d'Hardelot au niveau du petit pont avenue des bois
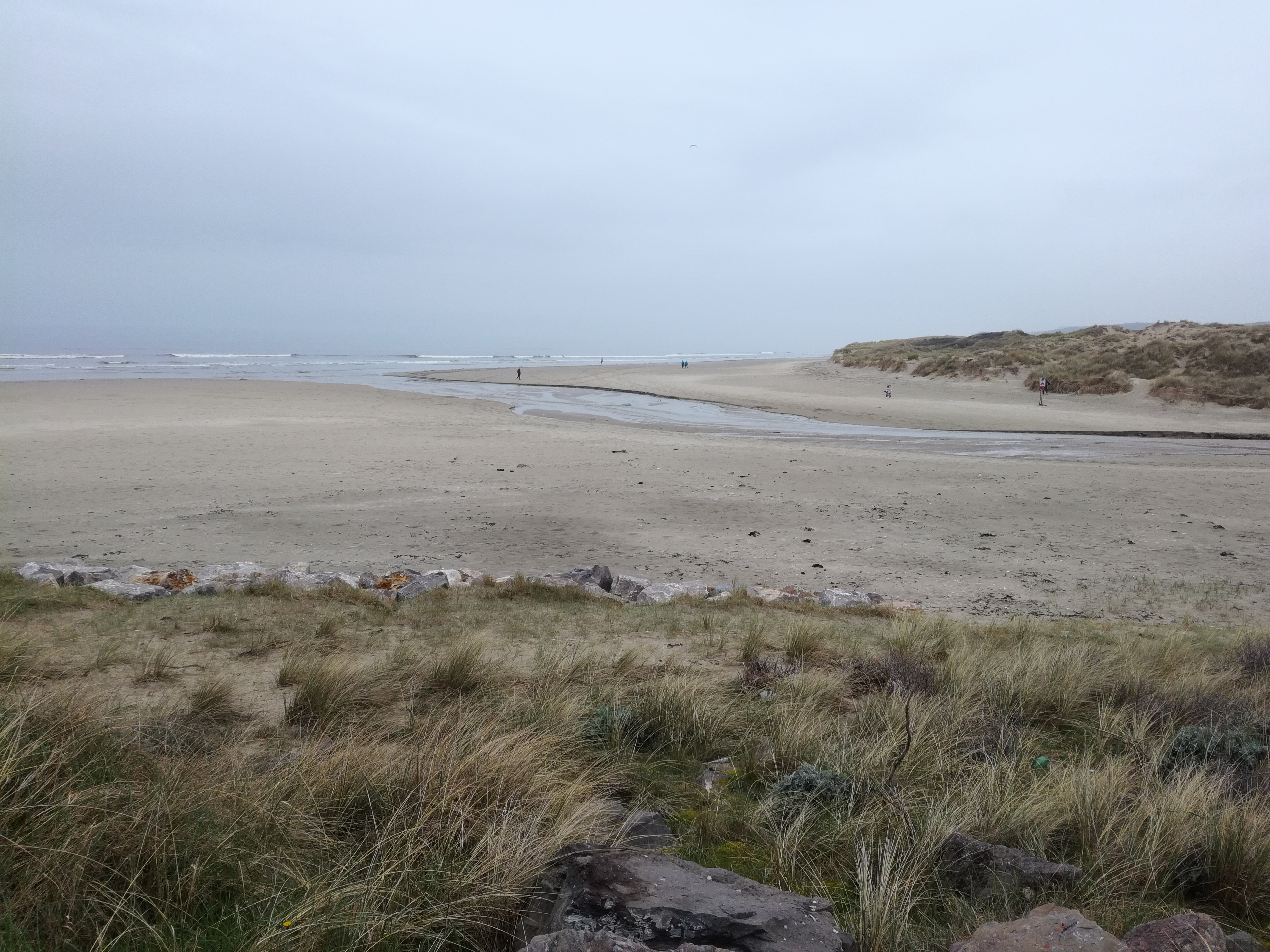
Endroit où la Becque se jette dans la mer
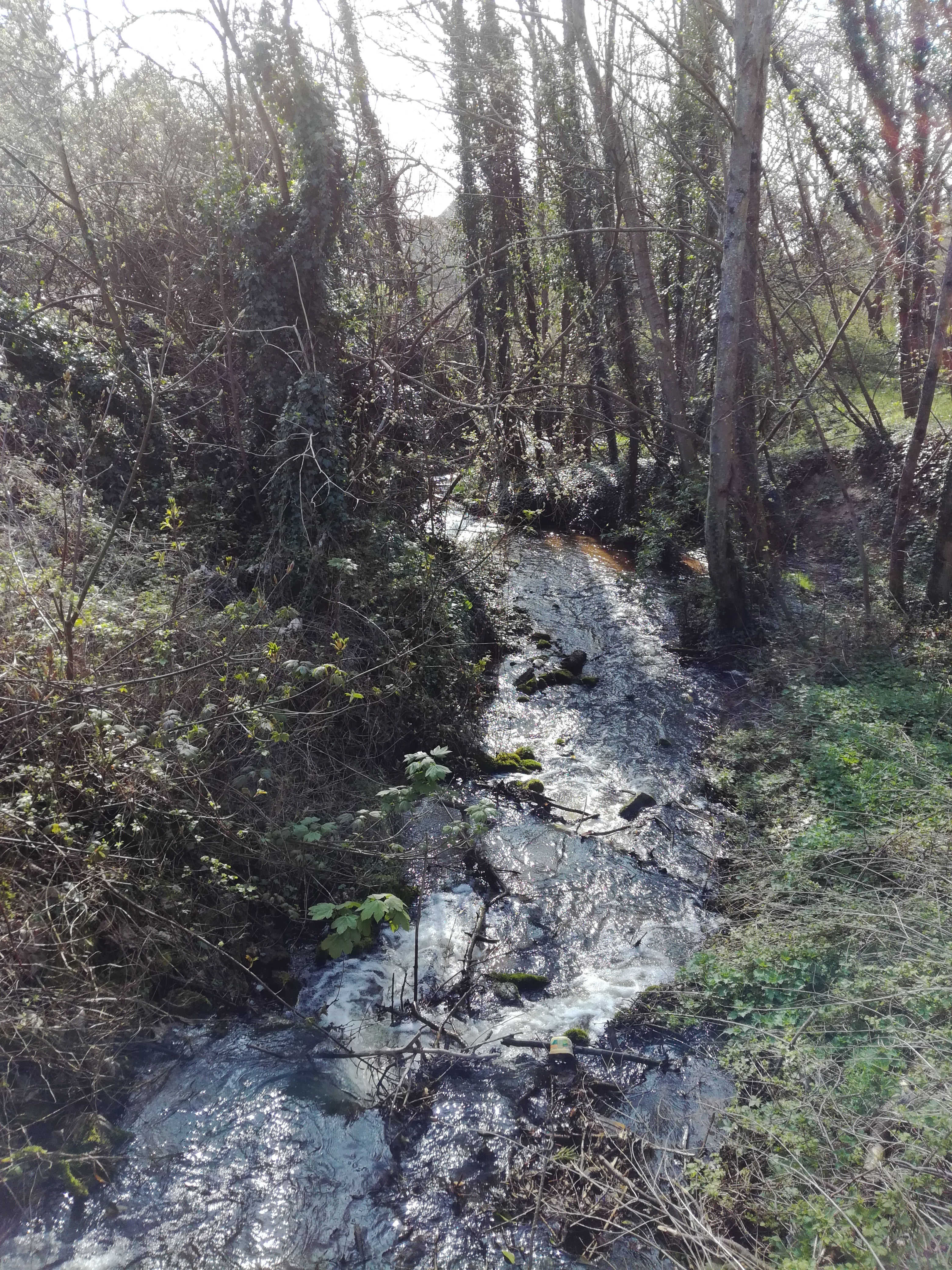
Au niveau du pont avenue des bois
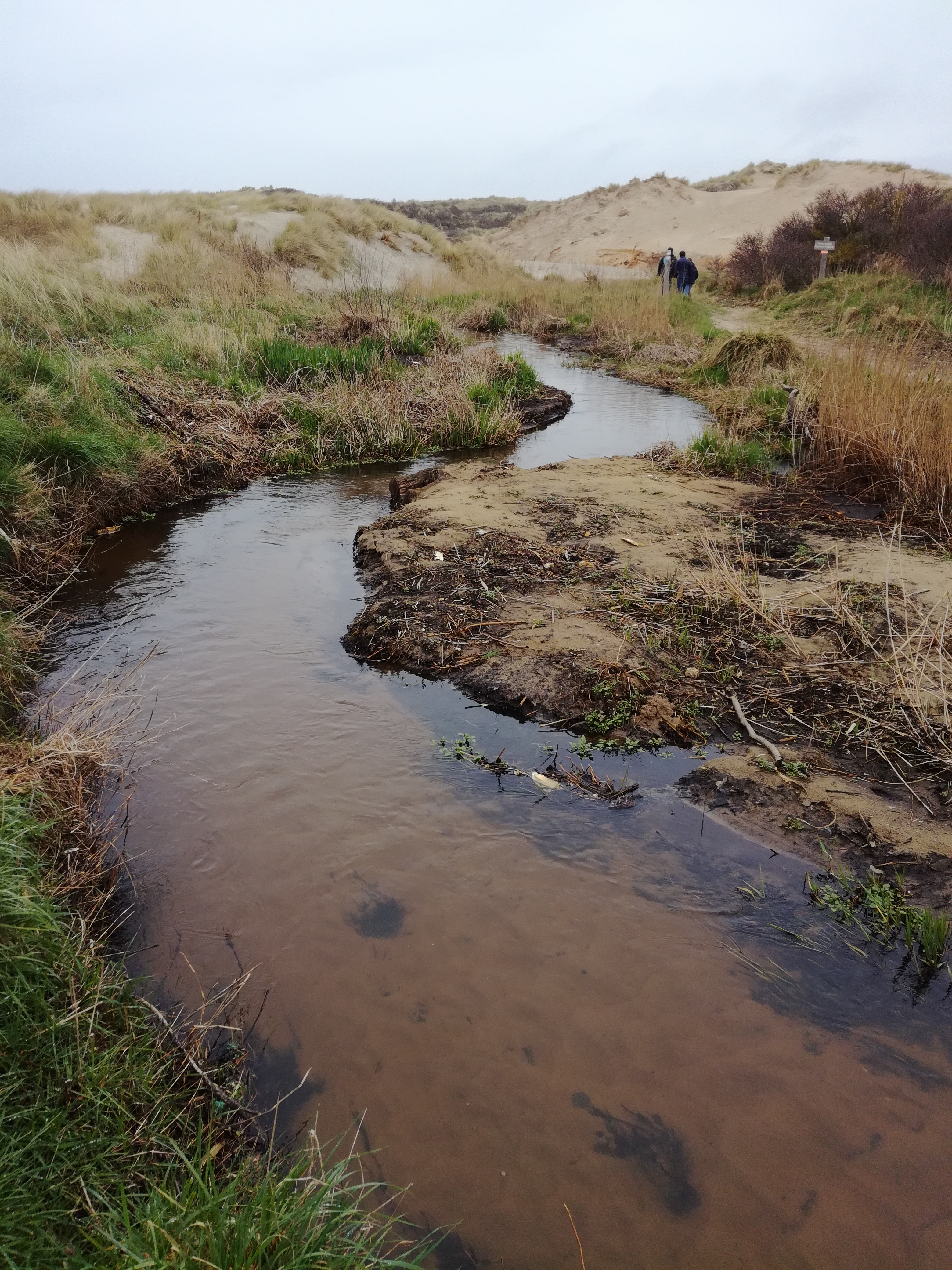
Au niveau du gué juste avant la plage